# エロンゲイテッドマン
エロンゲイテッドマン(英: Elongated Man)は、DCコミックスの出版するアメリカン・コミックスに登場する架空のスーパーヒーロー。ジョン・ブルームとカーマイン・インファンティーノによって創造され、1960年5月の"The Flash Vol.1 #112"で初登場した。

## 人物
本名：ランドルフ・ウィリアム・"ラルフ"・ディブニー (Randolph William "Ralph" Dibny)
曲芸師に憧れていたラルフは、曲芸師達が「ジンゴールド」という炭酸飲料を飲んでいることに気付く。ジンゴールドの材料となる「ジンゴ」というユカタン半島に存在する木の実を食べて、体が自由自在に伸縮する能力を得る。
調査能力はバットマンに引けを取らない。

## ドラマ
THE FLASH/フラッシュ (2014年-2020年)
演 - ハートレイ・ソーヤー
シーズン4でゲストとして初登場。バリーが科学捜査新人時代の上司で犯人の証拠を捏造した事でバリーに告発され警察を辞めた。バリーとは不仲だったが、徐々にお互いに心を開きスターラボのメンバーになる。シーズン5、6ではレギュラーメンバーとなっており、引き続き2021年開始のシーズン7にも出演予定だったが、演じるハートレイ・ソーヤーが過去にSNSで人種差別発言を繰り返していたことが問題となりハートレイはドラマから解雇された。

## アニメ
ジャスティス・リーグ・アンリミテッド (2004年-2006年)
声 - ジェレミー・ピヴェン
バットマン:ブレイブ&ボールド (2009年-2011年)
演 - ショーン・ドネラン